# Fender Yngwie Malmsteen Signature Stratocaster
A Yngwie Malmsteen Signature Stratocaster egy Fender elektromos gitár, melyet a gitárvirtuóz Yngwie J. Malmsteen tiszteletére készítenek az Artist Series tagjaként 2007 januárjától. A modell Malmsteen eredeti Stratocasterével megegyező specifikációval készül.

## Jellemzői
- A test éger, három színben rendelhető: „Candy Apple Red”, „Vintage White”, illetve „Sonic Blue”, minden esetben uretán lakkozással.
- A nyak C-formájú 241 mm-es rádiusszal. Anyaga jávorfa, natúr, vagy paliszander fogólappal. A fogólap mélyített („szkalloppált), a felső húrnyereg sárgarézből készült így a gitár hangkaraktere megváltozik, fémesebb lesz. Az érintők (bundok) is az átlagnál vastagabbak: Dunlop Jumbo 6000-es márkájúak.
- A hangszedők DiMarzio márkájúak: Nyak-, és középállásban YJM, (dupla tekercses "szimpla dupla") hídnál  HS-3 (dupla tekercses "szimpla dupla") típusúak, vagyis a szimpla egy tekercses ("single coil") hangszedőkkel ellentétben nincs alapzaja. Háromállású kapcsolóval válthatók. 2011-től a hangszedőket lecserélte DiMarzio-ról Seymour Duncanre, mindhárom állásban a YJM Fury névre hallgató signature hangszedő található.

## Külső hivatkozások
- Fender.com
- Specifikáció